# Campionati canadesi di sci alpino 1963
Ai Campionati canadesi di sci alpino 1963 furono assegnati i titoli di discesa libera, slalom gigante, slalom speciale e combinata, sia maschili sia femminili.

## Risultati

### Uomini

#### Discesa libera
| Pos. | Atleta          | Nazione |
| ---- | --------------- | ------- |
| 1    | Jean-Guy Brunet | Canada  |
| ?    |                 |         |
| ?    |                 |         |

#### Slalom gigante
| Pos. | Atleta     | Nazione  |
| ---- | ---------- | -------- |
| 1    | Rod Hebron | Svizzera |
| ?    |            |          |
| ?    |            |          |

#### Slalom speciale
| Pos. | Atleta     | Nazione |
| ---- | ---------- | ------- |
| 1    | Rod Hebron | Canada  |
| ?    |            |         |
| ?    |            |         |

#### Combinata
| Pos. | Atleta       | Nazione |
| ---- | ------------ | ------- |
| 1    | Peter Duncan | Canada  |
| 2    | Rod Hebron   | Canada  |
| ?    |              |         |

### Donne

#### Discesa libera
| Pos. | Atleta       | Nazione |
| ---- | ------------ | ------- |
| 1    | Nancy Greene | Canada  |
| ?    |              |         |
| ?    |              |         |

#### Slalom gigante
| Pos. | Atleta            | Nazione |
| ---- | ----------------- | ------- |
| 1    | Linda Crutchfield | Canada  |
| ?    |                   |         |
| ?    |                   |         |

#### Slalom speciale
| Pos. | Atleta       | Nazione |
| ---- | ------------ | ------- |
| 1    | Nancy Greene | Canada  |
| ?    |              |         |
| ?    |              |         |

#### Combinata
| Pos. | Atleta       | Nazione |
| ---- | ------------ | ------- |
| 1    | Nancy Greene | Canada  |
| ?    |              |         |
| ?    |              |         |